# Tina Schumacher
Tina Schumacher (* 20. März 1978 in Biel/Bienne) ist eine ehemalige Schweizer Eishockeyspielerin. Sie war Spielerin im A-Nationalteam und mit diesem Teilnehmerin an den Olympischen Winterspielen 2006 in Turin.

## Karriere
Tina Schumacher, die in der Angriffsposition spielt, war bereits für unterschiedliche Vereine des Schweizer Frauen-Eishockeys aktiv, darunter den EV Zug, den DHC Lyss, den DEHC Basel (seit der Saison 2006/2007, im März 2007 aufgelöst) und den DEHC Biel. 
Bei der B-Weltmeisterschaft der Frauen im Jahr 2000 in Riga und Liepāja (Lettland) errang sie mit dem Schweizer Nationalteam die Silbermedaille. Im Dezember 2004 erreichte sie mit dem EV Zug Platz drei beim Europacup, im März 2005 verteidigte sie mit ihrem Verein den Schweizer Meistertitel und im April desselben Jahres gewann sie mit dem Team die Goldmedaille an der B-Weltmeisterschaft in Romanshorn. 2006 nahm sie an den Olympischen Winterspielen in Turin teil und erreichte mit der Mannschaft den siebten Platz.
In der Saison 2007/08 spielte sie beim DEHC Biel in der ersten Mannschaft. Mit dem Team errang sie in dieser Saison die Schweizer Meisterschaft in der Leistungsklasse B, der zweithöchsten Liga im Schweizer Fraueneishockey. In der folgenden Spielzeit trat sie für die zweite Mannschaft des DHC Langenthal an. 
Zwischen 2009 und 2014 lief sie dann für den Fribourg Ladies HC, ebenfalls in der zweiten Spielklasse, auf, ehe sie ihre Karriere beendete.

## Erfolge und Auszeichnungen
- 1993 Schweizer Meister mit dem SC Lyss
- 1995 Schweizer Meister mit dem SC Lyss
- 1996 Schweizer Meister mit dem SC Lyss
- 1997 Schweizer Meister mit dem DHC Lyss
- 2004 Schweizer Meister mit dem EV Zug
- 2005 Schweizer Meister mit dem EV Zug
- 2005 Aufstieg in Top-Division bei der Weltmeisterschaft der Division I
- 2008 LKB-Meisterschaft mit dem DEHC Biel

## Privates
Von Beruf ist Tina Schumacher Detailhandelsangestellte (Sportartikel-Verkäuferin). Sie wohnt in Lyss.